# Free (Concrete Blonde)
Free è il secondo album in studio del gruppo musicale statunitense Concrete Blonde, pubblicato nel 1989.

## Tracce
Testi e musiche di Johnette Napolitano, eccetto dove indicato.
1. God Is a Bullet – 4:23 (James Mankey, Napolitano)
2. Run Run Run – 4:00
3. It's Only Money – 2:45 (Phil Lynott)
4. Help Me – 2:42
5. Sun – 2:36
6. Roses Grow – 3:15
7. Scene of a Perfect Crime – 4:42
8. Happy Birthday – 2:22
9. Little Conversations – 2:48
10. Carry Me Away – 3:42